# Groupe d'IC 1723
Le groupe de IC 1723 comprend au moins 19 galaxies situées dans les constellations des Poissons et du Bélier. La distance moyenne entre ce groupe et la Voie lactée est d'environ 72,9 Mpc (∼238 millions d'al).

## Membres
Le tableau ci-dessous les galaxies inscrites dans trois listes différentes. Quatre galaxies proviennent du groupe d'IC 1723 d'Abraham Mahtessian (indiqué par la notation Ma dans le tableau), trois du groupe de NGC 671 (Mb, dans le tableau) du même auteur et les autres (G dans le tableau) du groupe de NGC 673 d'A.M. Garcia.    
| Nom      | Liste | Const.   | Class.       | Type                     | α (J2000.0)   | δ (J2000.0) | Vitesse radiale (km/s) | m                      | Distance (Mpc) | Diamètre (kal) |
| -------- | ----- | -------- | ------------ | ------------------------ | ------------- | ----------- | ---------------------- | ---------------------- | -------------- | -------------- |
| IC 1723  | Ma    | Poissons | Sb           | Spirale                  | 01h 13m 14.2s | 08° 53′ 22″ | 5534 ± 1               | 13,1                   | 77,3 ± 5,4     | 208            |
| IC 156   | Ma, G | Poissons | (R)SAB(rs)a? | Spirale intermédiaire    | 01h 45m 29.2s | 10° 33′ 10″ | 5249 ± 6               | 13,5                   | 73,1 ± 5,1     | 128            |
| IC 162   | Ma, G | Poissons | S0           | Lenticulaire             | 01h 48m 53.4s | 10° 31′ 18″ | 5160 ± 31              | 12,7                   | 71,9 ± 5,1     | 122            |
| NGC 665  | Ma, G | Poissons | (R)S0^0      | Lenticulaire             | 01h 44m 56.1s | 10° 25′ 23″ | 5462 ± 20              | 12,2                   | 76,2 ± 5,4     | 107            |
| NGC 671  | Mb    | Bélier   | S?           | Spirale                  | 01h 46m 59.2s | 13° 07′ 30″ | 5505 ± 3               | 13,3                   | 76,9 ± 5,4     | 123            |
| NGC 673  | Ma, G | Bélier   | SAB(s)c      | Spirale intermédiaire    | 01h 48m 22.4s | 11° 31′ 17″ | 5183 ± 2               | 12,6                   | 72,2 ± 5,1     | 138            |
| NGC 677  | Mb, G | Bélier   | E            | Elliptique               | 01h 49m 14.0s | 13° 03′ 19″ | 5075 ± 2               | 12,2                   | 70,6 ± 5,0     | 153            |
| NGC 683  | G     | Bélier   | S?           | Spirale                  | 01h 49m 46.7s | 11° 42′ 05″ | 5260 ± 6               | 13,6                   | 73,3 ± 5,1     | 73             |
| UGC 1209 | G     | Poissons | Sdm?         | Spirale magellanique     | 01h 43m 45.0s | 12° 09′ 49″ | 4891 ± 4               | 13,4 ± 0,3             | 67,8 ± 4,8     | 99             |
| UGC 1237 | G     | Poissons | Sab          | Spirale                  | 01h 45m 54.9s | 09° 49′ 23″ | 5207 ± 1               | 11,95                  | 72,5 ± 5,1     | 120            |
| UGC 1255 | G     | Poissons | Sdm          | Spirale magellanique     | 01h 47m 37.2s | 11° 20′ 38″ | 5219 ± 1               | 14,89                  | 72,7 ± 5,1     | 85             |
| UGC 1260 | Mb    | Bélier   | (R')SB(s)a   | Spirale barrée           | 01h 48m 33.1s | 12° 36′ 50″ | 5483 ± 2               | 13,69                  | 76,6 ± 5,4     | 67             |
| UGC 1261 | G     | Bélier   | Scd?         | Spirale                  | 01h 48m 33.5s | 13° 25′ 51″ | 5015 ± 3               | 12,60                  | 69,7 ± 4,9     | 85             |
| UGC 1262 | G     | Bélier   | Im           | Irrégulière magellanique | 01h 48m 34.4s | 13° 42′ 05″ | 5077 ± 2               | 14,891 ± 0,017         | 70,6 ± 5,0     | 87             |
| UGC 1263 | G     | Bélier   | S?           | Spirale                  | 01h 48m 33.4s | 10° 34′ 16″ | 5259 ± 5               | 12,175 ± 0,052 Near-IR | 73,3 ± 5,1     | 78             |
| UGC 1267 | G     | Poissons | S0           | Lenticulaire             | 01h 48m 53.4s | 10° 31′ 18″ | 5160 ± 31              | 13,46                  | 71,9 ± 5,1     | 122            |
| UGC 1268 | G     | Bélier   | S?           | Spirale                  | 01h 51m 02.0s | 13° 17′ 48″ | 5205 ± 7               | 14,26                  | 72,5 ± 5,1     | 56             |
| UGC 1282 | Mb    | Bélier   | S0/a         | Lenticulaire             | 01h 49m 29.9s | 12° 30′ 33″ | 5221 ± 25              | 12,9 ± 0,3             | 72,8 ± 5,1     | 113            |
| UGC 1312 | G     | Bélier   | S?           | Spirale                  | 01h 51m 02.0s | 13° 17′ 48″ | 5197 ± 1               | 13,981 ± 0,007         | 72,4 ± 5,1     | 107            |

Le site DeepskyLog permet de trouver aisément les constellations des galaxies mentionnées dans ce tableau ou si elles ne s'y trouvent pas, l'outil du site constellation permet de le faire à l'aide des coordonnées de la galaxie. Sauf indication contraire, les données proviennent du site NASA/IPAC.